# Martin Bauer
Martin Bauer (ur. 30 grudnia 1975 w Mödling) – austriacki motocyklista.
Bauer został mistrzem serii IDM Superbike w latach 2007, 2008 i 2011 jeżdżąc Hondą CBR1000RR w latach 2007 i 2008 oraz na motocyklu KTM 1190 RC8 w 2011 roku. W latach 2007 i 2008 wystartował w 2 wyścigach serii World Superbike, ale ukończył je na niepunktowanych miejscach. W 2013 roku wystartował z dziką kartą w wyścigu o Grand Prix Czech na motocyklu Suter-BMW w zespole Remus Racing Team. Wyścig ten ukończył na 21 miejscu ze stratą 1 okrążenia do zwycięzcy. W tej serii pojawił się również w kończącym sezon wyścigu o Grand Prix Walencji, we którym zajął 20. miejsce.
Jest pierwszym austriackim motocyklistą, który wystartował w wyścigu MotoGP od 1993 roku, kiedy w tych mistrzostwach startował Andreas Meklau.

## Statystyki
| Rok  | Klasa  | 1   | 2   | 3   | 4   | 5   | 6   | 7   | 8   | 9   | 10  | 11     | 12  | 13  | 14  | 15  | 16  | 17  | 18     | Mj | Pkt |
| ---- | ------ | --- | --- | --- | --- | --- | --- | --- | --- | --- | --- | ------ | --- | --- | --- | --- | --- | --- | ------ | -- | --- |
| 2013 | MotoGP | QAT | AME | SPA | FRA | ITA | CAT | NED | GER | USA | IND | CZE 21 | GBR | SMR | ARA | MAL | AUS | JPN | VAL 20 | NC | 0   |